# Colombia-Selle Italia/2002
Deze pagina geeft een overzicht van de Colombia-Selle Italia-wielerploeg in 2002.

## Algemeen
Sponsors: Colombia (overheid), Selle Italia (fietsmerk)
Algemeen manager: Antonio Castaño
Ploegleiders: Gianni Savio, Fabio Becherini, Marco Bellini
Fietsen: Corratec

## Renners
| Naam                         | Geboortedatum | Nationaliteit | Ploeg 2001                |
| ---------------------------- | ------------- | ------------- | ------------------------- |
| Fortunato Baliani            | 06-07-1974    | Italië        |                           |
| Julio Ernesto Bernal         | 16-04-1964    | Colombia      |                           |
| Marco Bigolin                | 12-08-1974    | Italië        | Neo                       |
| José Castelblanco            | 15-12-1969    | Colombia      |                           |
| Fidel Chacón                 | 10-02-1980    | Colombia      | Neo                       |
| Mychajlo Chalilov            | 03-07-1975    | Oekraïne      |                           |
| Humberto Contreras           | 04-11-1972    | Colombia      |                           |
| Carlos Alberto Contreras     | 11-12-1973    | Colombia      |                           |
| John Freddy García           | 25-05-1974    | Colombia      |                           |
| Freddy González              | 18-06-1975    | Colombia      |                           |
| Vladimir González*           | 16-10-1978    | Colombia      | Neo                       |
| Hérbert Gutiérrez*           | 13-02-1973    | Colombia      | Onbekend                  |
| Maurizio Henao               | 31-01-1971    | Colombia      | Neo                       |
| Carlos Andrés Ibáñez         | 30-10-1981    | Colombia      | Neo                       |
| Raffaele Illiano             | 11-02-1977    | Italië        | Neo                       |
| Gregorio Ladino*             | 18-01-1973    | Colombia      | Onbekend                  |
| Vladimir Lobzov              | 16-01-1980    | Rusland       | Stagiair                  |
| Álvaro Lozano                | 14-05-1964    | Colombia      |                           |
| Ruber Marín                  | 07-06-1968    | Colombia      |                           |
| Jorge Humberto Martínez*     | 05-11-1975    | Colombia      | Neo                       |
| Hernán Darío Muñoz           | 05-01-1973    | Colombia      | Colchon Relax-Fuenlabrada |
| Andris Naudužs               | 05-11-1974    | Letland       |                           |
| Dermot Nally                 | 05-10-1980    | Ierland       | Stagiair                  |
| Domenico Passuello           | 24-03-1978    | Italië        | Amore & Vita-Beretta      |
| Dimitri Pavi Degl'Innocenti* | 04-04-1975    | Italië        |                           |
| Juan Diego Ramírez           | 21-07-1971    | Colombia      | 05 Orbitel                |
| Carlos Ravelo*               | 09-07-1967    | Colombia      | Onbekend                  |
| Raúl Saavedra                | 27-09-1969    | Colombia      | Onbekend                  |
| Leonardo Scarselli           | 29-04-1975    | Italië        |                           |
| Denis Sosnovsjenko           | 05-04-1980    | Rusland       | Stagiair                  |
| Csaba Szekeres               | 30-01-1977    | Hongarije     |                           |
| Russell Van Hout             | 15-06-1976    | Australië     |                           |

* Wel in de ploeg maar geen lid van de UCI.

## Belangrijke overwinningen
| Ronde van Táchira 5e etappe: Carlos Andrés Ibáñez 10e etappe: Fidel Chacón Ronde van Langkawi 9e etappe: Hernán Darío Muñoz Eindklassement: Hernán Darío Muñoz Ronde van Tasmanië 1e etappe: Russell Van Hout 6e etappe: Russell Van Hout Nationale kampioenschappen Colombia - wegrit: John Freddy García Ronde van Colombia 3e etappe: Jorge Humberto Martínez 5e etappe: José Castelblanco 10e etappe: José Castelblanco 12e etappe: Hernán Darío Muñoz 14e etappe: John Freddy García Eindklassement: José Castelblanco Clásico RCN 2e etappe: Freddy González 5e etappe: Fidel Chacon | 6e etappe: Freddy González 8e etappe: José Castelblanco Eindklassement: José Castelblanco Ronde van Venezuela 13e etappe: Álvaro Lozano Ronde van Senegal Proloog: Fidel Chacon 1e etappe: Andris Naudužs 2e etappe: Leonardo Scarselli 3e etappe: Denis Sosnovsjenko 4e etappe: Vladimir Lobzov 5e etappe: Fidel Chacon 7e etappe: Leonardo Scarselli 8e etappe: Denis Sosnovsjenko 10e etappe: Andris Naudužs 11e etappe: Andris Naudužs Eindklassement: Andris Naudužs Ronde van Costa Rica 1e etappe: Álvaro Lozano |

## Teams

### Ronde van Langkawi
1 februari–10 februari
- [141.] Hernán Darío Muñoz
- [142.] Juan Diego Ramírez
- [143.] Fortunato Baliani
- [144.] Andris Nauduzs
- [145.] Leonardo Scarselli
- [146.] Mikhaylo Khalilov
- [147.] Ruber Alveiro Marin

### Ronde van Italië
11 mei–2 juni
- [41.] Freddy González
- [42.] Carlos Alberto Contreras
- [43.] José Castelblanco
- [44.] Hernán Darío Muñoz
- [45.] Ruber Marín
- [46.] Juan Diego Ramírez
- [47.] John Freddy García
- [48.] Fortunato Baliani
- [49.] Michailov Kalilov

1996 · 1997 · 1998 · 1999 · 2000 · 2001 · 2002 · 2003 · 2004 · 2005 · 2006 · 2007 · 2008 · 2009 · 2010 · 2011 · 2012 · 2013 · 2014 · 2015 · 2016 · 2017 · 2018 · 2019 · 2020 · 2021 · 2022